# Bullet in the Head (single)
Bullet in the Head is een single van de Amerikaanse rockband Rage Against the Machine. Het is de derde single van hun debuutalbum Rage Against the Machine. In de tekst van Bullet in the Head beweert Zack de la Rocha dat de Amerikaanse regering de media manipuleert om de mensen onder controle te houden. Hij gebruikt daarbij een vergelijking met de vroegere staatsgevangenis Alcatraz, zoals in de regel Sleeping gas, every home was like Alcatraz. Het slaapgas refereert aan het middel dat bewakers gebruikten om de gevangenen in toom te houden. De regel A yellow ribbon, instead of a swastika refereert aan de Yellow Ribbon, een steun van de Amerikaanse regering aan soldaten die in buitenlandse gebieden vechten. De swastika was het symbool van nazi-Duitsland.
Gitarist Tom Morello maakt veelvuldig gebruik van zijn Digitech Whammy en een Wah-wah-pedaal waarmee waarbij hij geluiden vergelijkbaar met een draaitafel maakt. Deze techniek is ook te horen op (onder andere) de singles Bulls on Parade en Mic Check.
De video voor deze single bestaat uit live-opnames van optredens van de band. Opvallend is dat niet elke shot van de video overeenkomt met de tekst die gezongen wordt.

## Tracks
1. "Bullet In The Head" (albumversie)
2. "Bullet In The Head" (remix)
3. "Bullet In The Head" (live)
4. "Settle For Nothing" (live)